# Varicorbula gibba
Varicorbula gibba är en musselart som först beskrevs av Giuseppe Olivi 1792.  I den svenska databasen Dyntaxa används istället namnet Corbula gibba. Enligt Catalogue of Life ingår Varicorbula gibba i släktet Varicorbula och familjen korgmusslor, men enligt Dyntaxa är tillhörigheten istället släktet Corbula och familjen korgmusslor. Arten är reproducerande i Sverige. Inga underarter finns listade i Catalogue of Life.